# Liste der Human-Centered-Design-Methoden
Im Bereich des Human-Centered Designs und den damit verbundenen Ansätzen wie Service Design, User Experience Design, Customer-Experience-Management oder Design Thinking steht eine Vielzahl von Methoden und Tools zur Verfügung.
Die Methoden sind eigenständig und können in den verschiedenen Phasen der Produktentwicklung oder der Problemlösung ausgewählt und eingesetzt werden. Viele Methoden können gleichzeitig oder nacheinander innerhalb eines größeren Rahmens menschzentrierter Designmethoden eingesetzt werden.
Die Faktoren, die die Wahl der Methoden beeinflussen, sind Ziel und Art der menschenzentrierten Entwicklung. Im Bereich der Produkt-, System- und Dienstleistungsentwicklung sind dies die Schritte des Lebenszyklus, die Eigenschaften der Nutzenden oder Kunden, die Merkmale der auszuführenden Aufgabe, das Produkt, das System oder die Dienstleistung selbst, die Zwänge, die das Projekt beeinflussen und das Maß an Fachwissen, das im Entwicklungs- oder Bewertungsteam vorhanden ist.
Bei der Auswahl der Methoden können auch Kriterien wichtig sein, ob qualitative oder quantitative Daten erhoben, ob Verhalten oder Einstellungen erfasst werden sollen oder wie der Kontext der Produktnutzung und die Entwicklungsphase.

## Tabelle der Methoden
| Methode                         | Kurzbeschreibung |
| ------------------------------- | --- |
| A/B-Testing                     | A/B-Tests sind eine Möglichkeit, zwei Versionen einer Sache zu vergleichen, um herauszufinden, welche besser im Hinblick auf bestimmte Kriterien abschneidet. |
| Accessibility-Testing           | Die Evaluation der Barrierefreiheit ist ein Teilbereich des Usability-Testings, bei der am Test teilnehmenden Nutzer Behinderungen oder Einschränkungen haben, die sich auf die Nutzung des Produktes oder der Dienstleistung auswirken. |
| Affinity Mapping                | Eine Methode zur Analyse und Synthese aller aus der Forschung gewonnenen Informationen. |
| Analytics                       | Analyse von Nutzerverhaltendaten wie Klicks, Ausfüllen von Formularen und anderen aufgezeichneten Interaktionen. |
| Aufgabenanalyse                 | Die Aufgabenanalyse (oder Task Analysis) ist eine Methode, bei der durch Beobachtung und Befragung ermittelt wird, wie die Nutzer ihre Ziele erreichen und welche Schritte sie dazu unternehmen. |
| Benchmark Testing               | Unter UX-Benchmarking versteht man die Bewertung der Benutzerfreundlichkeit eines Produkts oder einer Dienstleistung anhand von Kennzahlen, um die relative Leistung im Vergleich zu einem aussagekräftigen Standard zu messen. Diese Metriken werden in der Regel durch quantitative Usability-Tests, Datenanalyse oder Umfragen erhoben.                                                                 |
| Brainstorming                   | Dies ein Workshop in dem eine Gruppe von Teilnehmern in einem produktiven, nicht wertenden, stark divergierenden Modus viele Ideen produzieren. |
| Business Model Canvas           | Dies ist ein Werkzeug, mit dem Entwickler die wichtigsten Akteure, Aktivitäten und Ressourcen eines Unternehmens oder Produkts, das Wertversprechen für die Zielkunden, die Kundenbeziehungen, die beteiligten Kanäle und die finanziellen Aspekte darstellen können. |
| Card Sorting                    | Eine Methode bei der (potentielle) Nutzende Themen in Gruppen organisieren, z. B. um eine Menüstruktur zu erstellen. |
| Clickstream Analytics           | Eine besondere Art der Analytics, bei der die Abfolge der Seiten, die Benutzer bei der Nutzung einer Website oder Software-Anwendung. |
| Co-Creation                     | Co-Creation bezieht sich auf den gemeinschaftlichen Ansatz der kreativen Problemlösung bzw. Produkt- und Serviceentwicklung mit einer Gruppe von Stakeholdern und schließt Co-Design und Co-Produktion mit ein. |
| Co-Design                       | Co-Design bringt die Zielgruppe und andere Stakeholder zusammen, um gemeinsam Lösungen für ein vorher definiertes Problem bzw. neue Produkte, Dienstleistungen und Politiken zu entwerfen. |
| Co-Produktion                   | Bei Co-Produktion arbeiten die Zielgruppe und andere Stakeholder zusammen, um gemein vorher festgelegte Lösungen umzusetzen. |
| Cognitive Walkthrough           | Ein kognitiver Walkthrough ist eine Technik, mit der die Erlernbarkeit eines Systems aus der Perspektive eines neuen Benutzers durch einen Experten (und somit nicht dem User) bewertet werden kann. |
| Context Testing                 | Ein Forscher evaluiert persönlich oder online ein Produkt- oder ein Dienstleistungskonzept, das die wesentlichen Eckpunkten (das Wertversprechen) des neuen Konzeptes enthält, um zu ermitteln, ob es den Bedürfnissen der Zielgruppe entspricht. |
| Contextual inquiry              | Bei dieser Methode (auch Contextual Interview, Kontextinterview oder Kontextuelles Interview genannt) werden eine kleine Anzahl von Teilnehmenden in einem Kontext (Zuhause, bei der Arbeit oder der in der Situation, in der sie etwas nutzen) beobachtet und befragt, um ein vertieftes Verständnis der Arbeitspraktiken und Verhaltensweisen zu gewinnen.                                               |
| Customer Journey Maps           | Dies ist eine Methode zur Visualisierung des Prozesses, der eine Kunde durchläuft oder in Zukunft durchlaufen könnte, um ein Ziel zu erreichen. |
| Design Thinking-Workshop        | Ein Design Thinking-Workshop, der auf den Grundsätzen des Design Thinking beruht, ist eine kreative und handlungsorientierte Problemlösungssitzung. |
| Desirability Studies            | Den Teilnehmern werden verschiedene visuelle Gestaltungsalternativen gezeigt, die sie verschiedenen Attributen aus einer geschlossenen Liste zuordnen müssen. Diese Studien können sowohl qualitativ als auch quantitativ sein. |
| Desk research                   | Überprüfung bestehender Forschungsdaten auf Informationen, die für die Bedürfnisse eines Projekts relevant sind. |
| Tagebuchstudie                  | Eine Methode mit der qualitative Daten über das Verhalten, die Aktivitäten und die Erfahrungen von Personen gesammelt werden, indem die Teilnehmer gebeten werden, bestimmte Aktivität oder Erfahrung über einen bestimmten Zeitraum festzuhalten. |
| Empathy Mapping                 | Dies ist eine Methode zur kollaborativen Visualisierung des Wissens über einen bestimmten Nutzertyp mit dem Ziel, ein gemeinsames Verständnis der Nutzerbedürfnisse zu erhalten und die Entscheidungsfindung im Design-Prozess zu unterstützen. |
| Erfordernisableitung            | Bei dieser Methode werden technologieunabhängige Erfordernisse (englisch User Needs) aus einem Kontextszenario abgeleitet, die beschreiben, welches konkrete Bedürfnis ein bestimmter Nutzer hat und warum das konkrete Bedürfnis für ihn wichtig ist. Sie enthalten für einen Nutzer oder eine Nutzergruppe wichtige Voraussetzungen, um Ziele innerhalb eines bestimmten Nutzungskontextes zu erreichen. |
| Ethnografie                     | Die Ethnografie ist eine Forschungsmethode, bei der man in das natürliche Umfeld von Personen eintaucht, um quantitative Erkenntnisse über deren Verhalten und Kultur zu gewinnen. |
| Experience Mapping              | Dies ist eine Visualisierung des gesamten Erlebnisses (Experience), das eine „generische“ Person durchläuft, um ein Ziel zu erreichen. Im Gegensatz zu einer Customer Journey Map ist das Erlebnis unabhängig von einem bestimmten Unternehmen oder Produkt. Sie wird verwendet, um ein allgemeines menschliches Verhalten zu verstehen.                                                                   |
| Experteninterviews              | Befragung von Fachleuten zu einem bestimmten Thema. |
| Eye Tracking                    | Bei Eye Tracking (auch Blickerfassung genannt) wird das Blickverhalten von Personen gemessen, während sie Aufgaben ausführen oder mit Websites, Anwendungen, physischen Produkten oder Umgebungen.interagieren. |
| Feature inspection              | Bei der Feature-Inspektion wird eine Website anhand von Endnutzerszenarien analysiert, die sich auf bestimmte Features und nicht auf die gesamte Website konzentrieren. |
| First Click-Testing             | Hier wird untersucht, worauf ein Nutzer auf der Benutzeroberfläche einer funktionierenden Anwendung oder eines Prototyps zuerst klicken würde, um seine beabsichtigte Aufgabe zu erledigen. |
| Fokusgruppe                     | Fokusgruppen sind eine eher informelle Technik, die dabei helfen kann, die Bedürfnisse und Gefühle von Nutzenden sowohl vor dem Entwurf des Produkts als auch lange nach der Implementierung zu bewerten. |
| Fragebögen                      | Fragebögen enthalten eine Sammlung von geschlossenen oder/und offenen Fragen, die von einer Stichprobe einer bestimmten Gruppe von Personen beantwortet werden. Oft werden auch standardisierte Fragebögen (z. B. SUS, attraktiv, meCude, UEQ) zur Messung.verschiedener Kriterien der Produkt-Qualität verwendet.                                                                                         |
| GOMS-Analyse                    | Mit einer GOMS-Analyse lässt sich vorhersagen, wie lange ein erfahrener Benutzer braucht, um eine bestimmte Aufgabe in einer Benutzeroberfläche zu erledigen. Das Akronym GOMS steht für Goals, Operators, Methods and Selection Rules. |
| Hallway-Testing                 | Hallway-Testing (auch Guerrilla Testing genannt) ist ein einfacher und informeller Usability-Test, der in einem stark frequentierten Bereich (Gang eines Bürogebäudes, Straße, Café usw.) durchgeführt wird und zufällig Anwesende ein Produkt testen. |
| High-Fidelity-Prototyping       | Eine Methode zum Testen und Fertigstellen eines Prototyps, der wie ein fertiges Produkt aussieht und in der Regel realistische Benutzerinteraktionen ermöglicht. |
| Heuristische Evaluation         | Experten evaluieren anhand von Faustregeln, sog. Heuristiken, die Usability von Produkten in unabhängigen Walkthroughs. |
| Ideation Workshop               | Ein kollaborativer Workshop, der Gruppen von Personen neue Ideen und Konhzepte zu entwickeln um ein bestimmtes Problem zu lösen. |
| Interviews                      | Interviews sind eine qualitative Forschungsmethode, bei der Forschende einen Dialog mit Personen führen, um deren mentale Modelle, Motivationen, Pain Points und Bedürfnisse zu verstehen. |
| KANO-Modell                     | Das KANO-Modell beschreibt die Zusammenhänge zwischen Kundenzufriedenheit und der Erfüllung von Kundenanforderungen. Mit ihm können Forschende Kundenanforderungen und -wünsche erfassen, die dann bei der Produktentwicklung berücksichtigt werden können. |
| Kundenfeedbacks                 | Offene und/oder geschlossene Informationen, die von Nutzern oft über einen Feedbacklink, Schaltfläche, Formular oder E-Mail geteilt wurden. |
| Kontextinterview                | Bei dieser Methode (auch Contextual Inquiry oder Kontextuelles Interview genannt) werden eine kleine Anzahl von Teilnehmenden in einem Kontext (Zuhause, bei der Arbeit oder der in der Situation, in der sie etwas nutzen) beobachtet und befragt, um ein vertieftes Verständnis der Arbeitspraktiken und Verhaltensweisen zu gewinnen.                                                                   |
| Low-Fidelity-Prototyping        | Eine Methode zum Testen einer Idee oder eines Designs anhand eines papierbasierten oder eines einfachen nicht interaktiven digitalen Prototypes |
| Mockup                          | Ein Mockup eines nicht digitalen Produktes ist eine physische Entwurfsdarstellung (Attrappe) ohne Funktionalität. Bei digitalen Produkten ist ein Mockup eine nicht anklickbare Mid- oder High-Fidelity-Darstellung des Designs und zeigt im Gegensatz zu einem Wireframe, wie das Produkt aussehen wird.                                                                                                  |
| Nutzungsanforderungsdefiniton   | Bei der Definition von Nutzungsanforderungen (englisch User Requirements) wird aufgrund von technikunabhängigen Erfordernissen (englisch User Needs) ein Set von allgemein formulierten Anforderungen erstellt, was ein System aus Sicht von Nutzenden ermöglichen soll. |
| Paperprototyping                | Beim Papierprototyping werden potenzielle Konzepte, Abläufe oder Ideen von (auch digitalen) Produkten auf Papier skizziert und diese Skizzen mit Nutzern getestet. |
| Participatory Design            | Partizipatives Design (auch Co-Design genannt) ist ein demokratischer Prozess für die (soziale und technologische) Gestaltung von Systemen, Produkte oder Dienstleistungen, bei dem die betroffenen Personen (Nutzer, Kunden, Bürger usw.) miteinbezogen werden. |
| Persona                         | Eine Persona ist eine prototypische Charaktere und repräsentiert die Eigenschaften, Aufgaben, Ziele und Verhaltensweisen einer bestimmten Nutzergruppe und helfen den Entwicklern, die Bedürfnisse, Erfahrungen, Verhaltensweisen und Ziele der Nutzer zu verstehen. |
| Pluralistic Walkthrough         | Beim pluralistischen Walkthrough werden Gruppensitzungen durchgeführt, bei denen Nutzende, Entwickler und UX-Experten ein Szenario durchgehen und jedes Dialogelement besprechen. |
| Retrospective Think Aloud (RTA) | Das retrospektive „Think Aloud“-Protokoll ist eine Technik, die im Bereich des Usability-Testings und insbesondere bei Eye Tracking eingesetzt wird. Anders als bei der traditionellen Think Aloud-Methode wird hier das laute Denken nach der Aufgabendurchführung, häufig durch visuelle Unterstützung mit einer Videowiedergabe, ausgeführt.                                                            |
| Roadmap                         | Eine Roadmap ist ein strategisches, dynamisches Artefakt, das die zukünftige Arbeit des UX- oder CX-Teams und die zu lösenden Probleme ausrichtet, priorisiert und kommuniziert. |
| Rollenspiel                     | Das Rollenspiel (auch Service Walkthrough oder Investigative rehearsal) ist eine Darstellungsmethode, die häufig bei Co-Design-Sitzungen eingesetzt wird. Es ermöglicht die Erläuterung einer Dienstleistungs- oder Produktidee durch das Nachspielen eines beispielhaften Nutzungsszenarios. |
| Scenarios                       | Szenarios sind kurze Geschichten über eine Person, die ein Produkt oder eine Dienstleistung nutzt, um eine bestimmte Aufgabe zu erfüllen. Sie enthalten neben den Aufgaben, den Kontext und die Bedürfnisse der Person. Im Zentrum liegen mehr die Aktivitäten und weniger die konkrete Interaktionen. |
| Service Blueprint               | Ein Service Blueprint visualisiert die Beziehungen zwischen verschiedenen Servicekomponenten, Menschen, physische oder digitale Dinge und Prozesse, die direkt mit den Touch Points in einer bestimmten Customer Journey verbunden sind. |
| Service Safari                  | Die Mitglieder des Entwicklungsteams gehen ins Feld und erleben die Dienstleistung direkt in der Rolle eines Kunden. |
| Stakeholder-Mapping             | Hier werden verschiedenen Personen oder Gruppen identifiziert, die von dem Projekt betroffen sind oder es beeinflussen können. Dabei geht es nicht nur um die Endnutzer, sondern auch um Projektteams, wichtige Entscheidungsträger, Kunden und andere Stakeholder. |
| Storyboards                     | Ein Storyboard vermittelt eine Geschichte durch die lineare Abfolge von Bildern, die in einer Abfolge von Tafeln dargestellt werden, die die wichtigsten Ereignisse der Geschichte chronologisch abbilden und bieten dem Entwicklungsteam und Stakeholdern zusätzlichen Kontext. |
| Think Aloud                     | Bei einem Usability-Test mit Think Aloud (deutsch Lautes, Denken, alternative Bezeichnung Concurrent Think Aloud) werden die Testteilnehmer aufgefordert, das System zu benutzen und dabei ständig laut zu denken, d. h. ihre Gedanken zu verbalisieren, während sie mit dem Produkt interagieren. |
| Tree Testing                    | Eine quantitative Methode zum Testen einer Informationsarchitektur, um festzustellen, wie einfach es ist, Elemente in einer Hierarchie zu finden. |
| Usability-Test                  | In einer Usability-Test führen repräsentative oder potentielle Nutzende realistische Aufgaben mit einem Produkt durch. Ziel ist es, etwaige Usability-Probleme zu ermitteln, qualitative und quantitative Daten zu sammeln und die Zufriedenheit der Teilnehmer mit dem Produkt zu bestimmen. |
| Use Case                        | Ein Use Case ist eine schriftliche Beschreibung der Art und Weise, wie Nutzende Aufgaben auf mit einem Produkt ausführen. Er umreißt aus der Sicht eines Nutzers das Verhalten eines Systems, das auf eine Nutzeranfrage reagiert. |
| User Test                       | Bei User-Tests wird wie bei Usability-Tests ein Produkt mit repräsentativen oder potentiellen Nutzenden anhand realistischer Aufgaben getestet. Im Unterschied zu Usability-Tests, bei dem die Funktionalität und Usability im Fokus steht, zielen User-Tests mehr darauf ab, die Bedürfnisse und Probleme der Nutzer zu verstehen und zu bewerten.                                                        |
| User Journey Maps               | Dies ist eine Methode zur Visualisierung des Prozesses, der ein Nutzer durchläuft oder in Zukunft durchlaufen könnte, um ein Ziel zu erreichen. |
| Wireframe                       | Ein Wireframe ist ein nicht klickbarer Low-Fidelity-Prototyp eines Designs. Es stellt eine App oder eine Website mit den wichtigsten Elementen und Inhalten in schwarz-weiß grafisch dar. |
| Wizard-of-Oz                    | Die Wizard of Oz-Methode ist eine moderierte Forschungsmethode, bei der Nutzende glauben, mit einer real funktionierenden Schnittstelle zu interagieren, die aber in Wirklichkeit von einem Menschen bedient wird, der die Reaktionen des Systems kontrolliert. |